# Amor Bilingüe
Amor Bilingüe es el tercer álbum de estudio de la banda colombiana Ekhymosis publicado el 6 de abril de 1995 por la compañía Codiscos. Es el primer álbum en el que participa Fernando Tobon ya que en su álbum anterior Ciudad pacífico se nota y se ha visto más la participación de su anterior guitarrista Jose Uribe, es también el último disco en que el colabora Alejandro Ochoa en los teclados y también es el primer y único álbum donde Felipe Martinez colabora en las percusiones lo cual también le dio un pequeño cambio al sonido de la banda desde su trabajo anterior que a pesar de ese cambio la banda siguió recibiendo un gran apoyo. En este álbum se nota un sonido con más tintes de la música colombiana, entre los temas que más destacan de este disco con "De Madrugada" y "Escuchas Crecer Una Flor" este último es un cover a Francis Cabrel el cual le dio gran popularidad a la banda.

## Listado de canciones
| N.º | Título                                            | Duración |  |
| 1.  | «Entre martes y viernes»                          | 4:42     |  |
| 2.  | «Amor Bilingüe»                                   | 3:55     |  |
| 3.  | «Parte de Mi»                                     | 3:29     |  |
| 4.  | «Si Fuiste o No»                                  | 4:58     |  |
| 5.  | «La Raya»                                         | 4:04     |  |
| 6.  | «De Madrugada»                                    | 3:51     |  |
| 7.  | «Escuchas Crecer Una Flor (Francis Cabrel cover)» | 2:27     |  |
| 8.  | «Como Convencerte»                                | 3:52     |  |
| 9.  | «Una Flor en el Desierto»                         | 3:56     |  |
| 10. | «Ni Yo lo Sé»                                     | 3:21     |  |
| 11. | «Malas Cosas»                                     | 4:07     |  |

## Formación
- Juanes - Voz, Guitarra.
- Fernando "Toby" Tobon – Guitarra.
- Andrés Garcia - Bajo.
- Alejandro Ochoa - Teclados.
- Felipe Martinez - Percusión.
- Jose Lopera - Batería.

- Datos: Q20013083